# Obereopsis transversicollis
Obereopsis transversicollis là một loài bọ cánh cứng trong họ Cerambycidae.